# متیو واترهاوس
متیو واترهاوس (انگلیسی: Matthew Waterhouse؛ زادهٔ ۱۹ دسامبر ۱۹۶۱) نویسنده و بازیگر اهل انگلستان است.
او برای نقش اریک در برنامه علمی–تخیلی دکتر هو که از بی‌بی‌سی از ۱۹۸۰ تا ۱۹۸۲ پخش می‌شد، شهرت دارد.